# 박현우 (축구 선수)
박현우 (1997년 2월 21일 ~)는 대한민국의 축구 선수로서 포지션은 수비수이다.

## 수상

### 클럽
경남 FC
- K리그 챌린지 : 우승 (2017)